# Leo Mattila
Leo Ilmari Mattila, född 9 december 1923 i Helsingfors, död 2 mars 1979 i Helsingfors, var en finländsk riksdagsledamot och racerförare.
Han representerade  Finska folkpartiet 1954–1958 och Liberala folkpartiet 1962–1966.
Mattila vann Djurgårdsloppet 1948 men tvingades bryta 1949.
Leo Mattila är far till fotbollsspelaren och socialarbetaren Lasse Mattila.